# Goryphus mesoxanthus
Goryphus mesoxanthus är en stekelart som först beskrevs av Brulle 1846.  Goryphus mesoxanthus ingår i släktet Goryphus och familjen brokparasitsteklar.

## Underarter
Arten delas in i följande underarter:
- G. m. unifasciatus
- G. m. rufifemur
- G. m. hyalinus